# Wola Lubomirska
Wola Lubomirska – dawna wieś na Ukrainie, na terenie obecnego rejonu żydaczowskiego w obwodzie lwowskim, niedaleko Pczan.
W II Rzeczypospolitej w latach 1927-1934 wieś stanowiła samodzielną gminę jednostkową w powiecie żydaczowskim w woj. stanisławowskim. W związku z reformą scaleniową została 1 sierpnia 1934 roku włączona do nowo utworzonej wiejskiej gminy zbiorowej gminy Żydaczów w tymże powiecie i województwie. Po wojnie wieś weszła w struktury administracyjne Związku Radzieckiego.